# Santa Casa de Loreto
La Basílica de la Santa Casa és un lloc de pelegrinatge catòlic situat al municipi italià de Loreto. Es va construir al voltant de la casa on, segons la tradició, l'Arcàngel Gabriel va donar l'anunciació a la Mare de Déu que seria mare del messies i on va viure la Sagrada Família, a Natzaret.

## Introducció
La casa es trobava originalment a Terra Santa, però, durant l'adveniment de les croades, davant l'avenç de les tropes musulmanes, els cristians van témer que fos destruïda. Així, un membre de la poderosa família Angeli (governadors d'Epiro) va finançar el trasllat de la casa al que avui és Croàcia, el 1291. Dos anys després, va ser transportada a Ancona, i el 10 de desembre de 1294 va arribar a la localitat de Loreto. La nostra Senyora de Loreto és considerada el dia d'avui la Santa Patrona dels pilots aviadors.

## El santuari

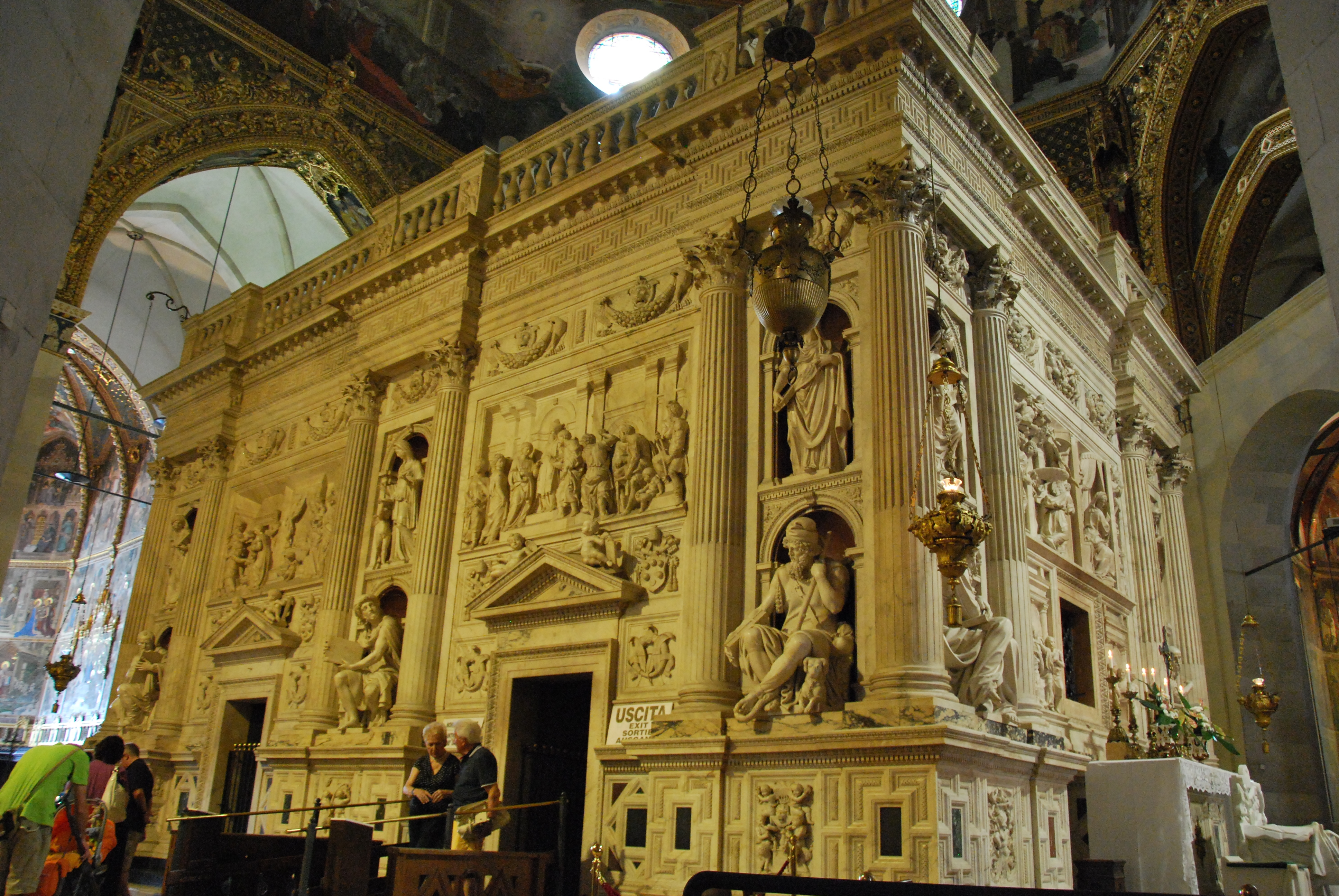
La Santa Casa a la basílica

Al voltant de la caseta de Natzaret es va erigir durant el Renaixement una esplèndida basílica, dissenyada pel Bramant. A l'interior, a la Sacristia de Sant Joan es poden admirar els frescos pintats per Luca Signorelli, ia la Sacristia de Sant Marc, els frescos de Melozzo da Forli. A finals del segle xix i principis del segle xx, la basílica va tenir àmplies reformes, dirigides per l'arquitecte Giuseppe Sacconi (l'autor del Monument a Víctor Manuel II). Empero, de l'arquitectura original renaixentista, es conserva la Capella del duc d'Urbino.

## La Verge de Loreto
L'estàtua de la Mare de Déu venerada en aquest santuari datava del tretze i va ser destruïda en un incendi el 1921. L'actual Verge és obra de Leopoldo Celani, i va ser tallada a partir d'un cedre libanès pres dels jardins del Vaticà. Les cèlebres lletanies lauretanas (és a dir de Loreto), que es resen al final del rosari marià, van ser escrites en el seu honor.

## Galeria fotogràfica

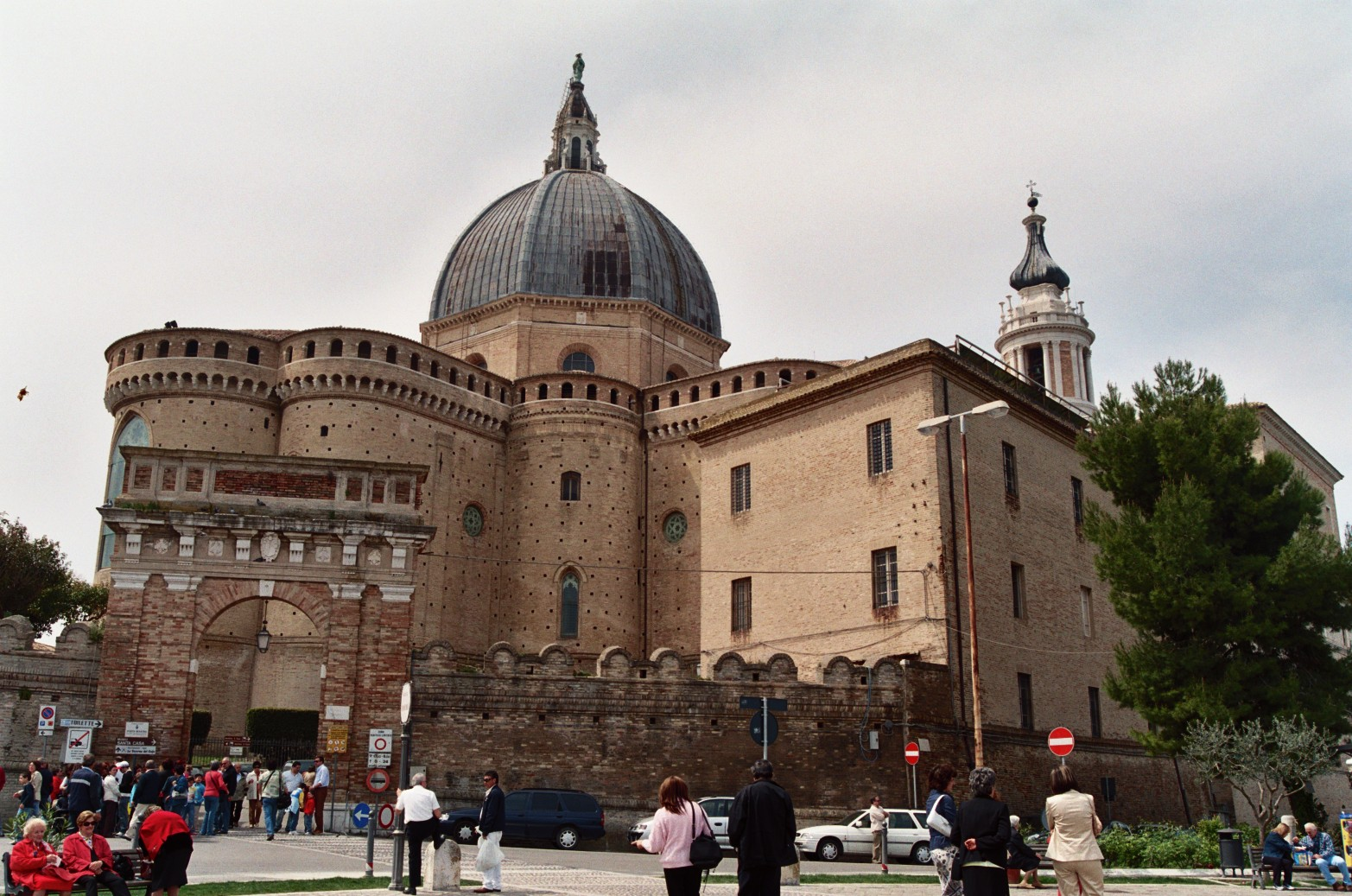
La basílica de la Santa Casa
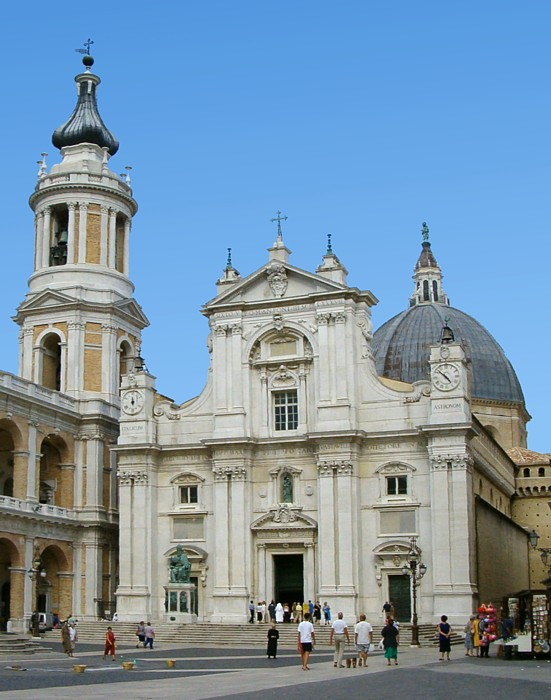
Façana del santuari
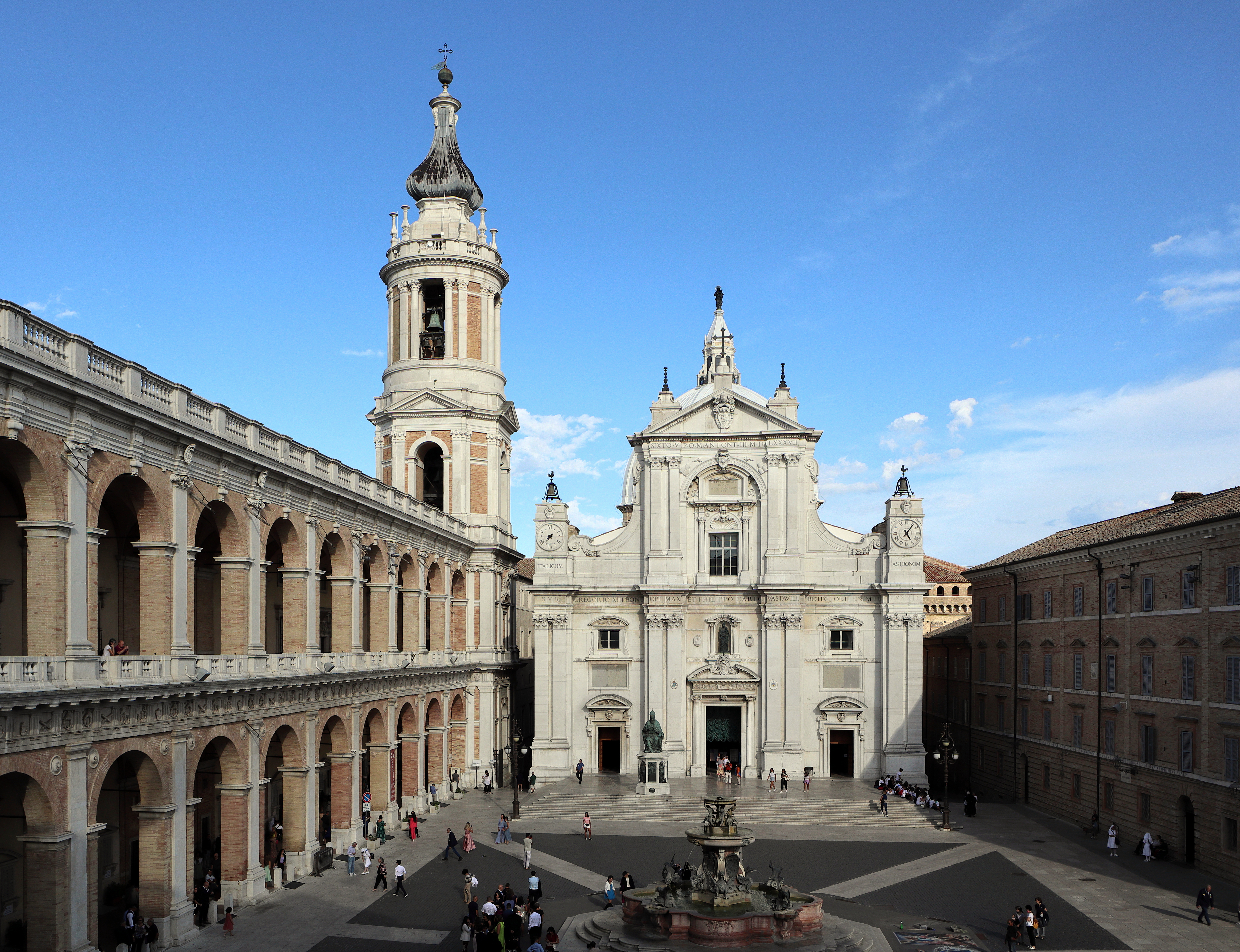
Plaça de la Madonna